# 征服美洲
《征服美洲》是一款2002年上市的即时战略游戏，由GSC Game World开发、CDV发行。在中国由东方娱动代理发行。游戏的背景被设定1492-1813的美洲大陆。

## 游戏玩法
本作中的基本游戏机制和经济要素来自于GSC Game World之前开发的哥萨克：欧洲战争。

## 资料片

### 征服美洲：反击
《征服美洲：反击》是《征服美洲》的第一部独立资料片。游戏中增加了5个新国家（德国、俄罗斯、海达、葡萄牙与荷兰），50个新的单位，新的战役（阿兹特克、德国、海达、俄罗斯）及“战场”模式

### 征服美洲：分裂国家
《征服美洲：分裂国家》是《征服美洲》的第二部独立资料片。